# Biblioteca Beinecke de llibres rars i manuscrits
La Biblioteca Beinecke de Manuscrits i Llibres Rars (anglés: Beinecke Rare Book and Manuscript Library) és el nom amb què es coneix la "Beinecke Rare Book Library", que pertany a la Biblioteca de la Universitat Yale (New Haven, Connecticut), Estats Units.
Aquesta biblioteca és l'actual posseïdora, entre molts altres documents, d'alguns exemplars d'obres manuscrites i il·luminades, com el Manuscrit Voynich, amb la signatura "MS408", o un exemplar de la primera Bíblia de Gutenberg (primer llibre imprés en una impremta de tipus mòbils). Conté els arxius personals d'Edith Wharton, Alfred Stieglitz, Georgia O’Keeffe, Eugene O'Neill, Ezra Pound, Gertrude Stein, Walt Whitman i Witold Gombrowicz, entre molts altres.
L'edifici que alberga la Biblioteca es construí entre 1960 i 1963, dissenyat per Gordon Bunshaft. Té una façana sense finestres, construïda amb granit i marbre blanc de Vermont, tesada per una quadrícula de formigó: gràcies a les propietats del material, semblants a les de l'alabastre, i als talls fins fets en les quadrícules, passa la llum al seu través i dona una il·luminació interior que, per la baixa intensitat i la gamma cromàtica que adquireix en travessar la pedra, transmet una ambientació d'acord amb els llibres antics i els pergamins que s'exhibeixen a dins.
Al 1977, la biblioteca va sofrir una plaga d'escarabats de la fusta, i fou pionera en una forma no tòxica de garantir la seguretat dels materials, en congelar cada volum a -36 °C durant tres dies. Aquest mètode és ara àmpliament acceptat com la millor manera per preservar les col·leccions especials de tot el món i mantenir-les lliures de plagues. La Biblioteca Beinecke congela totes les noves adquisicions.

## Galeria d'imatges

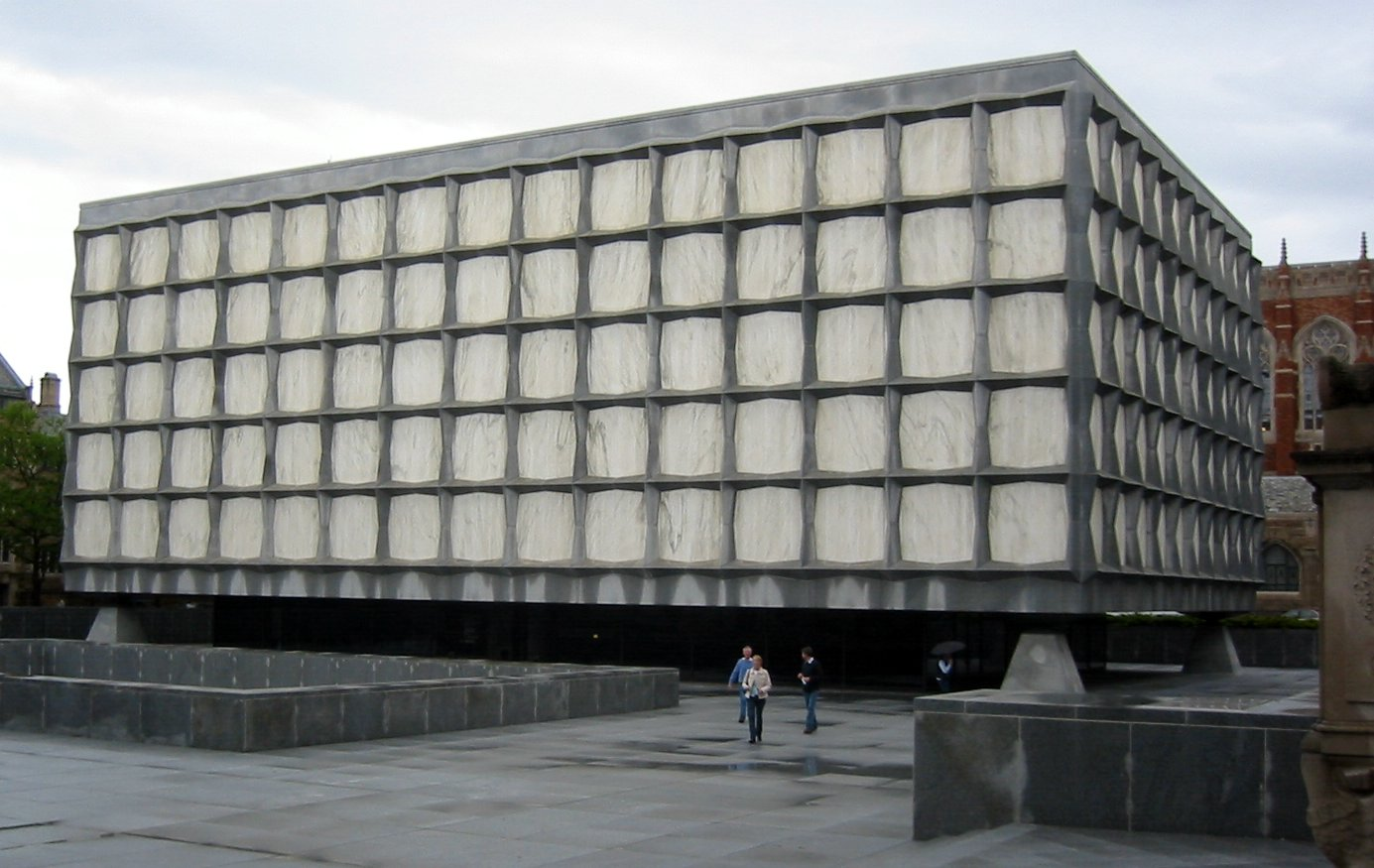
Exterior de la biblioteca
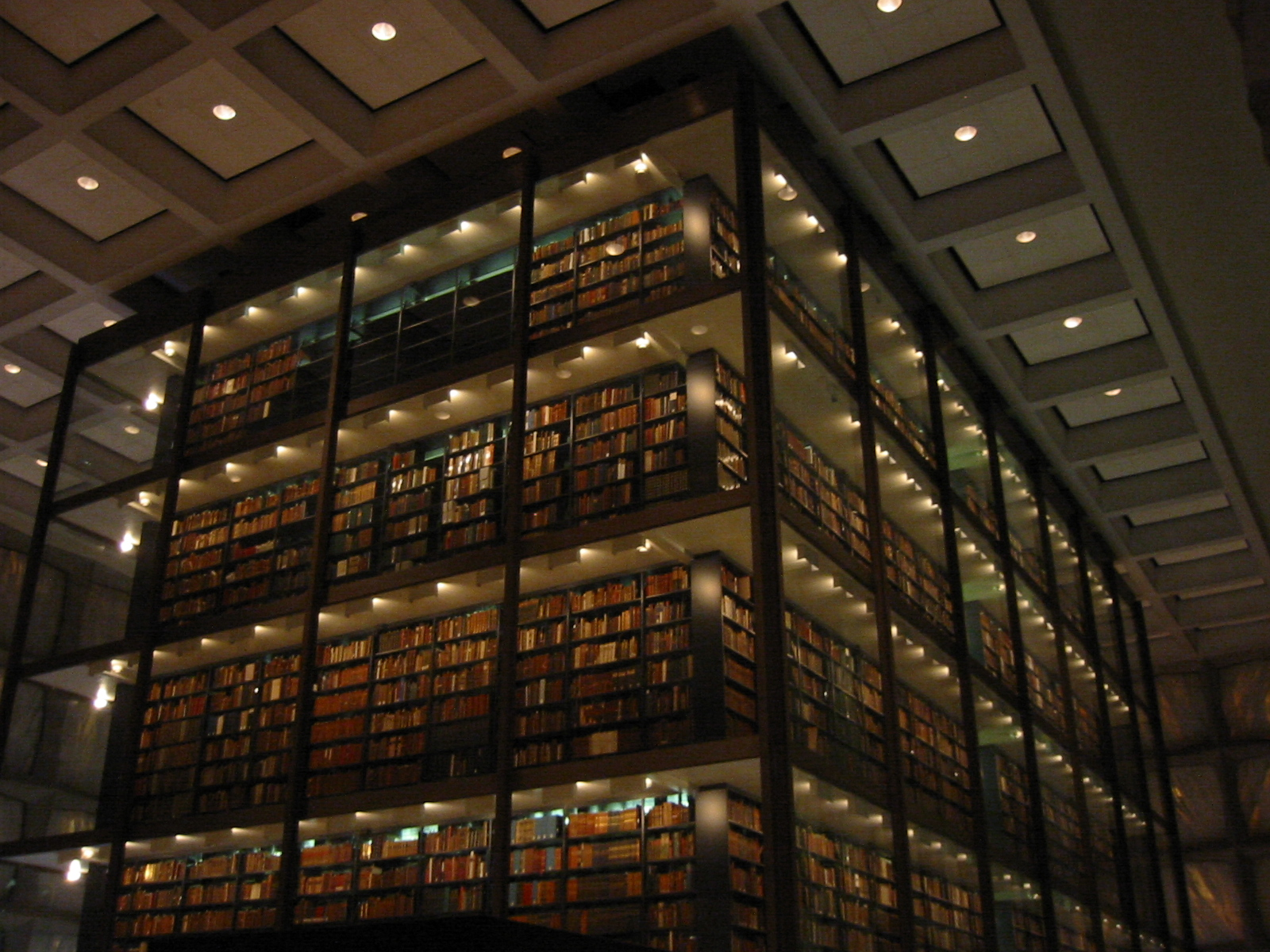
Interior de la biblioteca